# 화원옥포 나들목
화원옥포 나들목(Hwawon-Okpo IC)은 대구광역시 달성군 화원읍 설화리에 설치된 중부내륙고속도로지선의 4번 교차로이다. 나들목 진출입로는 옥포읍 간경리, 기세리와 접하고 있으며, 화원읍, 옥포읍 등지로 진출할 수 있다.
개통 당시 명칭은 화원 나들목이었으며, 2009년 6월 30일 중부내륙고속도로지선의 왕복 8차로 확장 공사와 함께 기존 설화리 시내버스 종점 인근에서 옥포면 간경리와 화원읍 설화리의 경계 쪽으로 이전했으며, 나들목 명칭도 화원옥포 나들목으로 변경되었다. 그리고 2010년 7월 14일 중부내륙고속도로지선 화원 나들목 ~ 성서 나들목 구간의 왕복 6, 8차선 확장 개통에 따라 화원 요금소 ~ 서대구 요금소 구간이 유료로 변경되면서 기존 본선 요금소인 화원 요금소를 폐쇄하고, 화원옥포 요금소의 영업을 개시했다. 그러면서 남대구 나들목 진출입로에 남대구 요금소가 추가 설치됐다.
나들목 인근에 기존 본선 요금소였던 구 화원 요금소 부지와 기존 화원 나들목 부지가 남아있다.

## 연혁
- 1977년 12월 16일 :  구마고속도로 내서 ~ 팔달교 구간 개통과 함께 화원 나들목으로 영업 개시
- 1994년 3월 24일 : 1995년 12월까지 화원 나들목 요금소 차선 확장을 위해 경상북도 달성군 옥포면 설화리 ~ 간경리 920m 구간 도로구역 변경[3]
- 2009년 6월 30일 : 나들목 이설 및 화원옥포 나들목으로 변경
- 2010년 7월 14일 : 중부내륙고속도로지선 화원 나들목 ~ 성서 나들목 구간 왕복 6, 8차선 확장 개통으로 기존 화원 요금소 폐쇄 및 나들목에 진출입 전용 요금소를 설치하고 통행료 징수 개시

## 구조물 정보
화원 나들목으로 개통 당시 나들목 형태는 트럼펫형이었다. 이후 2009년 6월 30일 현재의 위치로 이설되면서 나들목 형태도 Y자형으로 변경되었다.
- 위치: 대구광역시 달성군 화원읍 설화리
- 영업소: 대구광역시 달성군 화원읍 비슬로 2335

## 접속하는 도로
- 비슬로 (국도 제5호선, 국도 제26호선)
- 비슬로468길

## 화원 요금소
화원 요금소(花園料金所, Hwawon TG)는 대구광역시 달성군 옥포읍 비슬로455길 106에 위치했던 중부내륙고속도로지선 본선 상의 요금소이다. 화원옥포 나들목 인근에 있었다.
1978년 12월 26일 구마고속도로가 유료화가 되면서 통행료를 징수하기 위해 영업을 개시했으며, 1995년 12월 27일 구마고속도로 내서 ~ 창녕 구간의 왕복 4차로 확장 개통에 따라 폐쇄식으로 전환되었다. 2010년 7월 14일 중부내륙고속도로지선 화원 나들목 ~ 성서 나들목 구간의 왕복 6, 8차선 확장 개통에 따라 화원 요금소 ~ 서대구 요금소 구간이 유료로 변경되면서 폐쇄되었다.

### 연혁
- 1978년 12월 26일 : 구마고속도로 유료화와 함께 영업 개시[4]
- 1979년 3월 21일 : 화원 요금소 설치를 위해 경상북도 달성군 화원면 설화동 220m 구간을 도로구역으로 결정[5]
- 1995년 12월 27일 : 구마고속도로 내서 ~ 창녕 구간 왕복 4차로 확장 개통에 따라 요금 수납 방식이 폐쇄식으로 변경[6]
- 2010년 7월 14일 : 중부내륙고속도로지선 화원 나들목 ~ 성서 나들목 구간 왕복 6, 8차선 확장 개통으로 요금소 폐쇄

## 교통량 정보
과거 본선요금소였던 화원 요금소의 교통량도 포함한다.
| 요금소            | 통행량 (대/일)  | 통행량 (대/일)  | 통행량 (대/일)  | 통행량 (대/일)  | 통행량 (대/일)  | 통행량 (대/일)  | 통행량 (대/일)  | 통행량 (대/일)  | 통행량 (대/일)  | 통행량 (대/일)  | 각주  |
| 요금소            | 2001년          | 2002년          | 2003년          | 2004년          | 2005년          | 2006년          | 2007년          | 2008년          | 2009년          | 2010년          | 각주  |
| ----------------- | --------------- | --------------- | --------------- | --------------- | --------------- | --------------- | --------------- | --------------- | --------------- | --------------- | ----- |
| 화원 (폐쇄식)     | 29,412          | 29,020          | 29,748          | 29,953          | 30,174          | 27,419          | 28,681          | 26,729          | 27,904          | 화원옥포 요금소 | [ 7 ] |
| 화원옥포 (폐쇄식) | 화원 요금소     | 화원 요금소     | 화원 요금소     | 화원 요금소     | 화원 요금소     | 화원 요금소     | 화원 요금소     | 화원 요금소     | 화원 요금소     | 20,823          | [ 7 ] |
| 요금소            | 2011년          | 2012년          | 2013년          | 2014년          | 2015년          | 2016년          | 2017년          | 2018년          | 2019년          |                 | [ 7 ] |
| 화원 (폐쇄식)     | 화원옥포 요금소 | 화원옥포 요금소 | 화원옥포 요금소 | 화원옥포 요금소 | 화원옥포 요금소 | 화원옥포 요금소 | 화원옥포 요금소 | 화원옥포 요금소 | 화원옥포 요금소 |                 | [ 7 ] |
| 화원옥포 (폐쇄식) | 11,033          | 10,890          | 11,599          | 11,790          | 11,581          | 12,529          | 13,840          | 13,154          | 13,042          |                 | [ 7 ] |